# Vinnie Paul
Vincent "Vinnie" Paul Abbott (Abilene, Teksas, 11. ožujka 1964. – Las Vegas, Nevada, 22. lipnja 2018.), poznatiji samo kao Vinnie Paul, bio je američki glazbenik, kantautor i producent, najpoznatiji kao nekadašnji bubnjar i suosnivač heavy metal sastava Pantera. Bio je i član grupe Hellyeah. Godine 2003. osnovao je skupinu Damageplan sa svojim mlađim bratom, Dimebagom Darrellom.

## Životopis

### Rane godine
Vincent Paul Abbott rodio se u Abileneu 11. ožujka 1964. godine. Njegovi su roditelji bili Jerry, pisac i producent country glazbe, i Carolyn Abbott.

### Karijera
Paul je 1981. godine osnovao heavy metal grupu Pantera sa svojim bratom Dimebagom Darrellom (tada znanim kao Diamond Darrell) i Terryjem Glazeom na gitari, basistom Tommyjem D. Bradfordom i pjevačem Donniejem Hartom. Nakon što je Hart napustio skupinu, Glaze je postao novi pjevač. Tijekom ljeta 1982. godine Bradford je napustio sastav i njegovo je mjesto zauzeo Rex Brown. S tom je postavom Pantera objavila tri studijska albuma.
Pjevač Phil Anselmo pridružio se sastavu 1987. godine. Do 1990. godine je grupa potpisala ugovor s Atco Recordsom i objavila album Cowboys from Hell, kojim je napravila značajan glazbeni zaokret. Objavivši naknadno još četiri studijska albuma, koncertni album i kompilaciju najvećih hitova, Anselmo i Pantera bili su nominirani za četiri nagrade Grammyja za najbolju metal izvedbu za pjesme "I'm Broken", "Suicide Note Pt. I", "Cemetery Gates" i "Revolution Is My Name".
Anselmo je 2001. godine odlučio staviti Panteru na čekanje zbog bolova u leđima, u međuvremenu odlazeći na turneje i snimajući albume sa svojim drugim glazbenim projektima. Pantera se službeno raspala 2003. godine zbog raznih razloga, ali uglavnom zbog kontinuiranog spora između Anselma i braće Abbott, dok je Rex Brown bio neutralan. U naknadnim su godinama neprijateljski odnosi između Anselma i Abbotta počeli rasti. Anselmo je javno izjavio da želi da mu Paul oprosti i da zajedno obnove svoje prijateljstvo. Međutim, Paul je komentirao da ga razgovor s Anselmom ne zanima.
Paul je izjavio da su najveći utjecaji na njegovo sviranje bubnjeva bili Peter Criss iz Kissa i Tommy Aldridge—također je naveo i Billa Warda, Johna Bonhama, Mikkeyja Deeja, Alexa Van Halena i Neila Pearta.

### Damageplan
Nakon Panterinog raspada, braća Abbott osnovala su heavy metal skupinu Damageplan s bivšim tattoo umjetnikom Bobom Zillom na bas-gitari i Patom Lachmanom, bivšim gitaristom grupe Halford, na vokalima. Damageplan je snimio jedan album, New Found Power, koji je bio objavljen 10. veljače 2004. godine. Dana 8. prosinca 2004., tijekom turneje za promidžbu albuma, Nathan Gale popeo se na pozornicu te upucao i ubio Dimebaga Darrella u Alrosa Villi u Columbusu, Ohiju. Damageplan se raspao ubrzo nakon toga.

### Konačni projekti i Hellyeah
Nakon što je pokopao brata, Paul je u veljači 2006. godine osnovao diskografsku kuću Big Vin Records te objavio album Rebel Meets Rebel i DVD Dimevision, Volume 1. Paul je (s Cristinom Scabbiom, pjevačicom skupine Lacuna Coil) pisao mjesečnu kolumnu s pitanjima i odgovorima u časopisu Revolver. Paul je potpisao promidžbeni ugovor s ddrumom, Sabianovim činelama i bubnjarskim palicama Vica Firtha. Prethodno je podržavao Tama i Pearl bubnjeve, kao i Remo kožu za bubnjeve i hardver.
U lipnju 2006. godine, nakon smrti njegova brata i pauze u radu od 18 mjeseci, Paul nije bio siguran želi li se vratiti glazbi, ali se na koncu pridružio heavy metal supergrupi Hellyeah, koju su također činili pjevač Chad Gray i gitarist Greg Tribbett iz sastava Mudvayne, gitarist Tom Maxwell iz Nothingfacea i basist Bob Zilla iz Damageplana, koji je zamijenio izvornog basista Jerryja Montana. Do danas je grupa objavila pet albuma, od kojih je posljednji Unden!able, objavljen u lipnju 2016. godine.
Nekoliko je godina Paul pokušao objaviti kuharicu pod imenom Drumming up an Appetite with Vinnie Paul.

#### Suradnje
U studenom je 2008. godine Paul odabrao nekolicinu svojih najprepoznatljivijih bubnjarskih dionica iz Panterinih pjesama i demonstrirao ih u promotivnom videozapisu za bubnjarsku tvrtku ddrum. U pitanju su bili isječci iz pjesama "Use My Third Arm", "Primal Concrete Sledge", "13 Steps to Nowhere", "Domination" i "Becoming".
U kolovozu 2013. godine, Paul je bio prikazan u glazbenom spotu za Black Label Societyjevu obradu pjesme "Ain't No Sunshine", pojavljujući se uz Zakka Wyldea koji je nosio konjsku masku. Wylde i Paul bili su bliski prijatelji, a Wylde je također bio posebno blizak s Paulovim bratom Dimebagom Darrellom prije njegove smrti 2004. godine.

## Smrt
Paul je preminuo u snu 22. lipnja 2018. u Las Vegasu, Nevadi, u dobi od 54 godine. Novost o njegovoj smrti bila je izvorno objavljena na službenoj Panterinoj Facebook stranici, no njezin uzrok nije bio naveden, već je samo bila istaknuta njegova povezanost sa skupinama Pantera, Damageplan i Hellyeah uz molbu da se poštuje privatnost njegove obitelji. Paulov se posljednji nastup održao pet dana prije njegove smrti, u The Vinylu u Hard Rock Hotel and Resortu u Las Vegasu.

## Bubnjarski setovi
Paul se koristio Tama bubnjevima na albumu Cowboys from Hell i na turneji koja je trajala od 1990. do 1992. godine. Na Vulgar Display of Poweru i Far Beyond Drivenu, kao i promidžbenim turnejama za te albume koristio se Remo bubnjevima. Paul se koristio Remo bubnjevima do albuma The Great Southern Trendkill, kad ga je zamijenio markom Pearl. Koristio se Pearlom od 1996. do 2008., kad ga je zamijenio ddrumom. Paul se koristio činelama Sabian i bubnjarskim palicama koje je dizajnirao Vic Firth tijekom cijele svoje karijere. Usto se koristio i semplovima koje je miješao sa stvarnim bubnjarskim zvukovima tijekom koncerata.
Od 2010. godine Paulov je bubnjarski set za Hellyeah uključivao:
Bubnjevi: ddrum Vinnie Paul signature series
- 24x24 veliki bubanj x2
- 14x14 tom
- 15x15 tom
- 18x18 indianer
- 14x8 signature mali bubanj

Činele: Sabian
- 12" Ice bell
- 14" AAX Metal fus
- 18" Hand Hammered Rock Crash
- 20" AA Chinese
- 19" AA Rock Crash
- 19" AA Metal-X Crash
- 22" Hand Hammered Power Bell Ride
- 20" AA Chinese
- 14" AA Rock fus
- 20" AA Metal-X Crash

Bubnjarske palice: Vic Firth Signature Series: Vinnie Paul (SVP), kojima se koristio na obrnut način, svirajući donjim dijelom palice.

## Diskografija
| Pantera - Metal Magic (1983.) - Projects in the Jungle (1984.) - I Am the Night (1985.) - Power Metal (1988.) - Cowboys from Hell (1990.) - Vulgar Display of Power (1992.) - Far Beyond Driven (1994.) - The Great Southern Trendkill (1996.) - Reinventing the Steel (2000.) Damageplan - New Found Power (2004.) | Rebel Meets Rebel - Rebel Meets Rebel (2006.) Hellyeah - Hellyeah (2007.) - Stampede (2010.) - Band of Brothers (2012.) - Blood for Blood (2014.) - Unden!able (2016.) |